# Thỏ đuôi bông Dice
Thỏ đuôi bông Dice (danh pháp hai phần: Sylvilagus dicei) là một loài động vật có vú trong họ Leporidae, bộ Thỏ. Loài này được Harris mô tả năm 1932.